# Hold-Up
Hold-Up è un film del 1985 diretto da Alexandre Arcady.
Esso è basato sul libro Quick Change di Jay Cronley. Su questo è basato anche il film del 1990 Scappiamo col malloppo (Quick Change) diretto da Howard Franklin e Bill Murray.